# Coniopteryx israelensis
Coniopteryx israelensis är en insektsart som beskrevs av Meinander 1998. Coniopteryx israelensis ingår i släktet Coniopteryx och familjen vaxsländor. Inga underarter finns listade i Catalogue of Life.